# Academia Campista de Letras
Sede social da ACL

A Academia Campista de Letras é uma associação literária fundada por 39 intelectuais no dia 21 de junho de 1939, na cidade de Campos dos Goytacazes, no interior do estado do Rio de Janeiro (estado).

## Histórico
A Academia já funcionou em vários lugares depois de sua fundação: Automóvel Clube Fluminense, Associação de Imprensa Campista, residências de acadêmicos, salão nobre do Hospital da Santa Casa de Misericórdia, escritório do acadêmico Renato Marion Martins de Aquino e no Hotel Planície.
No dia 10 de abril de 1948, recebeu as chaves do prédio atual, onde funcionou a Escola Wenceslau Brás e a sede da LBA - Legião Brasileira de Assistência, localizado no centro da Praça Nilo Peçanha, também conhecida como Jardim São Benedito.
É conhecida como "Casa do Intelectual Campista", tendo abrigado grandes nomes da literatura do interior do estado do Rio de Janeiro, incluindo intelectuais ligados à medicina, ao direito, ao magistério e ao jornalismo.
Ao longo de sua história, devido às intempéries, parte do acervo da Academia foi perdido, o que dificulta o acesso a parte dos acontecimentos que marcaram a instituição.
Em 28 de dezembro de 2011, juntamente com outras instituições, foi reconhecida pelo poder público municipal  como Patrimônio Cultural do município de Campos dos Goytacazes, por meio da Resolução 002/2011 do Conselho Municipal de Preservação do Patrimônio Histórico e Cultural de Campos - COPPAM.
Em 8 de junho de 2024 a Academia iniciou um dos cinco eventos a ser realizados neste mês para as comemorações pela efeméride histórica relativa aos seus 85 anos de criação. Na ocasião, foi inaugurada a exposição Urban Sketchers Campos, com desenhos artísticos sobre locais icônicos da cidade de Campos dos Goytacazes; também foram exibidas peças artesanais do grupo Arte e Identidade do Artesanato Campista.

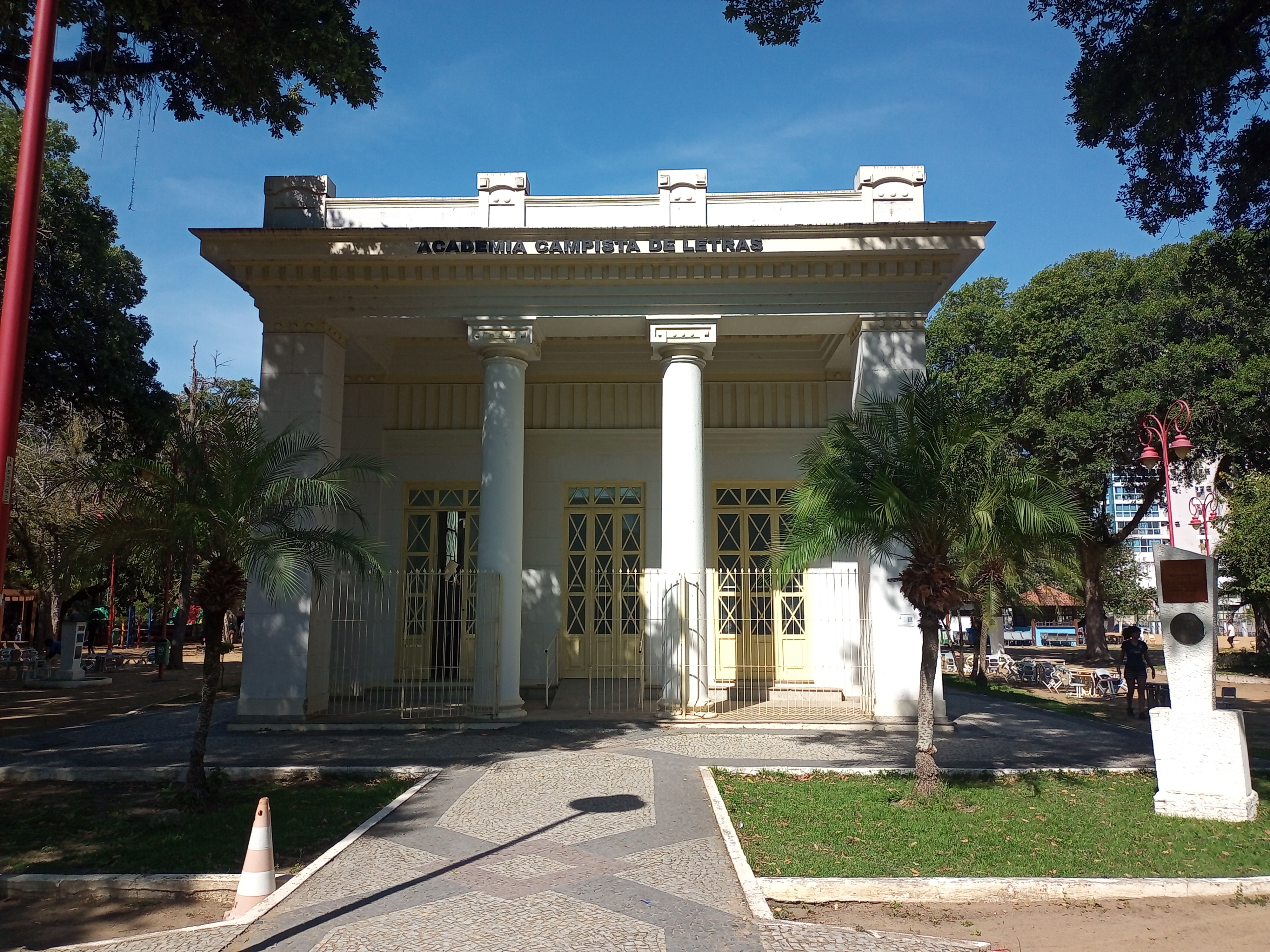
Sede social da ACL.

## Relação de acadêmicos
De acordo com os Estatutos da ACL, a instituição é formada por 40 acadêmicos eleitos. Para concorrer ao preenchimento das cadeiras acadêmicas vagas, são publicados editais. Segundo o estatuto da instituição, é preciso que o candidato seja brasileiro ou naturalizado, tenha idade igual ou maior que 21 anos, que resida no minimo há mais de dois anos em Campos dos Goytacazes ou em municípios das regiões Norte Fluminense e Noroeste Fluminense; e também é necessário que o candidato seja autor de trabalhos  publicados no idioma português reconhecidos por seu mérito literário.
Os acadêmicos atuais estão a seguir indicados em ordem de cadeira (lista atualizada em novembro de 2023):
Hélio Gomes Cordeiro (licenciado) – Cadeira 1
Patrono: Alberto de Faria
Ana Raquel de Souza Pourbaix Diniz – Cadeira 2
Patrono: Álvaro Ribeiro de Barros
Welligton Paes – Cadeira 3
Patrono: Anfilóquio de Lima
Sylvia Márcia da Silva Paes – Cadeira 4
Patrona: Amélia Gomes de Azevedo
Geraldo Machado – Cadeira 5
Patrono: Balthazar Dias Carneiro
Inês Cabral Ururahy de Souza – Cadeira 6
Patrono: Benedito Gonçalves Pereira Nunes
Ronaldo Henrique Barbosa Junior – Cadeira 7
Patrono: Eloy Ornellas
Adriano Moura – Cadeira 8
Patrono: Flamínio Caldas
Simonne Teixeira – Cadeira 9
Patrono: Francisco Saturnino Rodrigues de Brito
Alcimar das Chagas Ribeiro – Cadeira 10
Patrono: Francisco Portela
Heloisa Helena Crespo Henriques – Cadeira 11
Patrono: Francisco Augusto de Paula Carvalho
Hélio de Freitas Coelho (in memoriam) – Cadeira 12
Patrono: Heitor de Araújo Silva
Renato Marion Martins de Aquino – Cadeira 13
Patrono: Inácio de Moura
Vanda Terezinha Vasconcelos – Cadeira 14
Patrono: João Barreto
Joel Ferreira Mello – Cadeira 15
Patrono: João Antônio de Azevedo Cruz
Arlete Parrilha Sendra – Cadeira 16
Patrono: João Batista de Lacerda Filho
Elias Rocha Gonçalves – Cadeira 17
Patrono: João Batista de Lacerda Sobrinho
Carmen Eugênia Sampaio de Lemos Gomes – Cadeira 18
Patrono: João Batista Pereira
Christiano Abelardo Fagundes Freitas – Cadeira 19
Patrono: José Alexandre Teixeira de Mello
Cândida Maria Rebel Albernaz – Cadeira 20

Patrono: José Bernardino Batista Pereira de Almeida

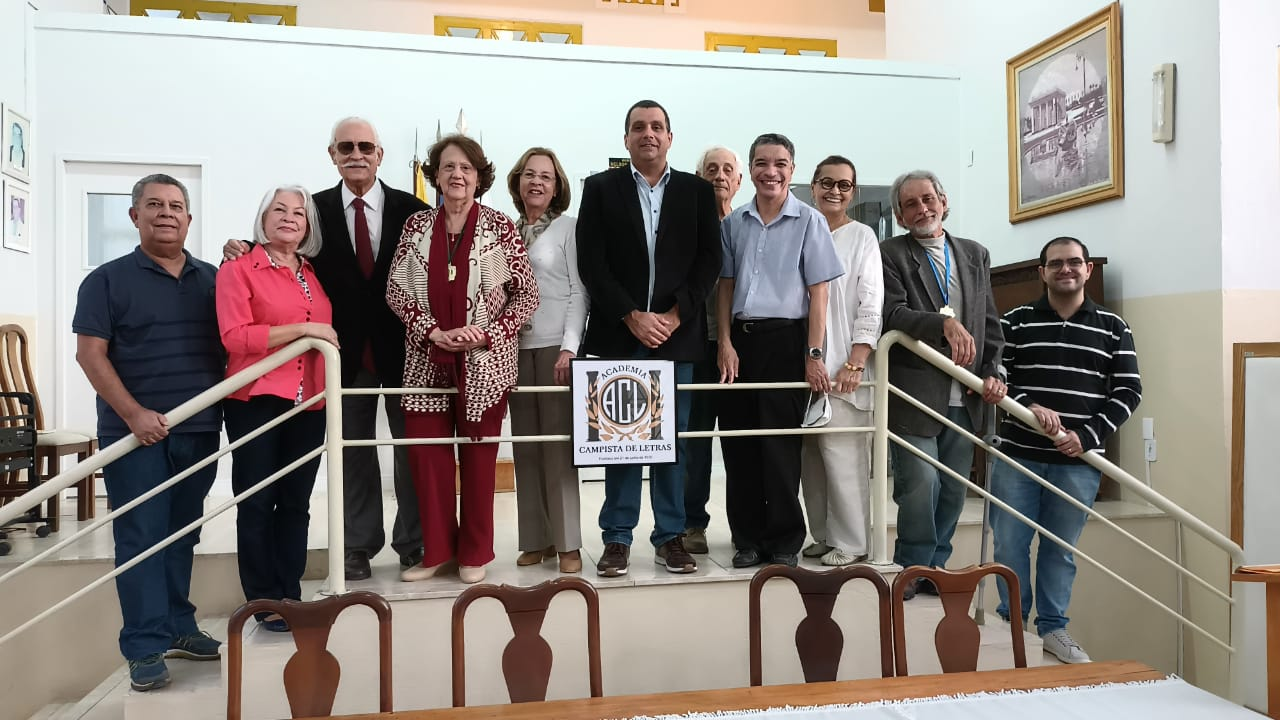
Registro dos acadêmicos logo após a pandemia, em junho de 2022 (na ordem: Alcimar das Chagas, Sylvia Paes, Levi Quaresma, Sandra Viana, Inês Cabral, Christiano Fagundes, Oswaldo Almeida, Carlos Augusto Alencar, Edinalda Almeida, Genilson Soares e Ronaldo Junior).

Herbson da Rocha Freitas – Cadeira 21
Patrono: José Carlos do Patrocínio
Walter Siqueira (licenciado) – Cadeira 22
Patrono: José Fernandes da Costa Pereira Júnior
Levi de Azevedo Quaresma – Cadeira 23
Patrono: José Joaquim da Cunha Azeredo Coutinho
Roberto Pinheiro Acruche – Cadeira 24
Patrono: José Pinto Ribeiro Sampaio
Vilmar Ferreira Rangel – Cadeira 25
Patrono: Júlio Feydit
Genilson Paes Soares – Cadeira 26
Patrono: Luiz Felipe de Saldanha da Gama
João Záccaro Noronha (in memoriam) – Cadeira 27
Patrono: Manoel Camilo Ferreira Landim
Edinalda Maria Almeida da Silva – Cadeira 28
Patrono: Manoel Martins do Couto Reis
Sebastião José de Siqueira – Cadeira 29
Patrono: Manoel Rodrigues Peixoto
Fernando da Silveira – Cadeira 30
Patrono: Max de Vasconcelos
Aluysio Abreu Barbosa – Cadeira 31
Patrono: Manoel Múcio da Paixão Soares
Sérgio Arruda de Moura – Cadeira 32
Patrono: Nilo Peçanha
Orávio de Campos Soares (licenciado) – Cadeira 33
Patrono: Obertal Orestes Cardoso Chaves
Sandra Maria França Viana – Cadeira 34
Patrono: Pedro Augusto Tavares Júnior
Elmar Rodrigues Martins – Cadeira 35
Patrono: Manoel Pedro Moll
Joel Maciel Soares – Cadeira 36
Patrono: Sebastião Viveiros de Vasconcelos
Gilda Maria Wagner Coutinho – Cadeira 37
Patrono: Severino Lessa
Carlos Augusto Souto de Alencar – Cadeira 38
Patrono: Teófilo Guimarães
Alberto Rosa Fioravanti – Cadeira 39
Patrono: Tomás José Coelho de Almeida
Oswaldo Barreto de Almeida – Cadeira 40
Patrono: Tancredo Saturnino Teixeira de Mello

## Galeria de Presidentes
Nelson Pereira Rebel - 1939/1944
Godofredo N. Tinoco - 1944/1983
Jamil Ábido - 1983/1984
Américo Rodrigues da Fonseca Filho - 1984/1996
Walter Siqueira - 1996
Renato Marion Martins de Aquino - 1996/1999
Waldir Pinto de Carvalho - 1999/2001
Raul David Linhares Corrêa - 2001/2003
Arlete Parrilha Sendra - 2003/2005
Herbson da Rocha Freitas - 2005/2007
Arlete Parrilha Sendra - 2007/2009
Elmar Martins - 2009/2011 e 2011/2013
Hélio de Freitas Coelho - 2013/2015 e 2015/2017
Herbson da Rocha Freitas - 2018/2019
Vanda Terezinha Vasconcelos - 2020/2021
Christiano Abelardo Fagundes Freitas - 2022/2023

## Publicações
Anualmente, a ACL publica a Revista da Academia Campista de Letras e, mensalmente, publica a seção Folha Letras, no caderno Folha Dois, do Jornal Folha da Manhã Nessas publicações, além das obras dos acadêmicos, também inclui a participação de outros escritores e poetas da região.